# Полетаев, Владимир Григорьевич
Влади́мир Григо́рьевич Полета́ев (27 августа 1951, Саратов — 30 апреля 1970, Москва) — советский поэт и переводчик.

## Биография
Родился в Саратове 27 августа 1951 года в семье Григория Самойловича Гершензона (1920—2002) и Надежды Владимировны Полетаевой (1923—2013). Окончил московскую школу № 567. Занимался в Доме пионеров в переулке Стопани. Учился в Литературном институте имени А. М. Горького (семинар Льва Озерова).

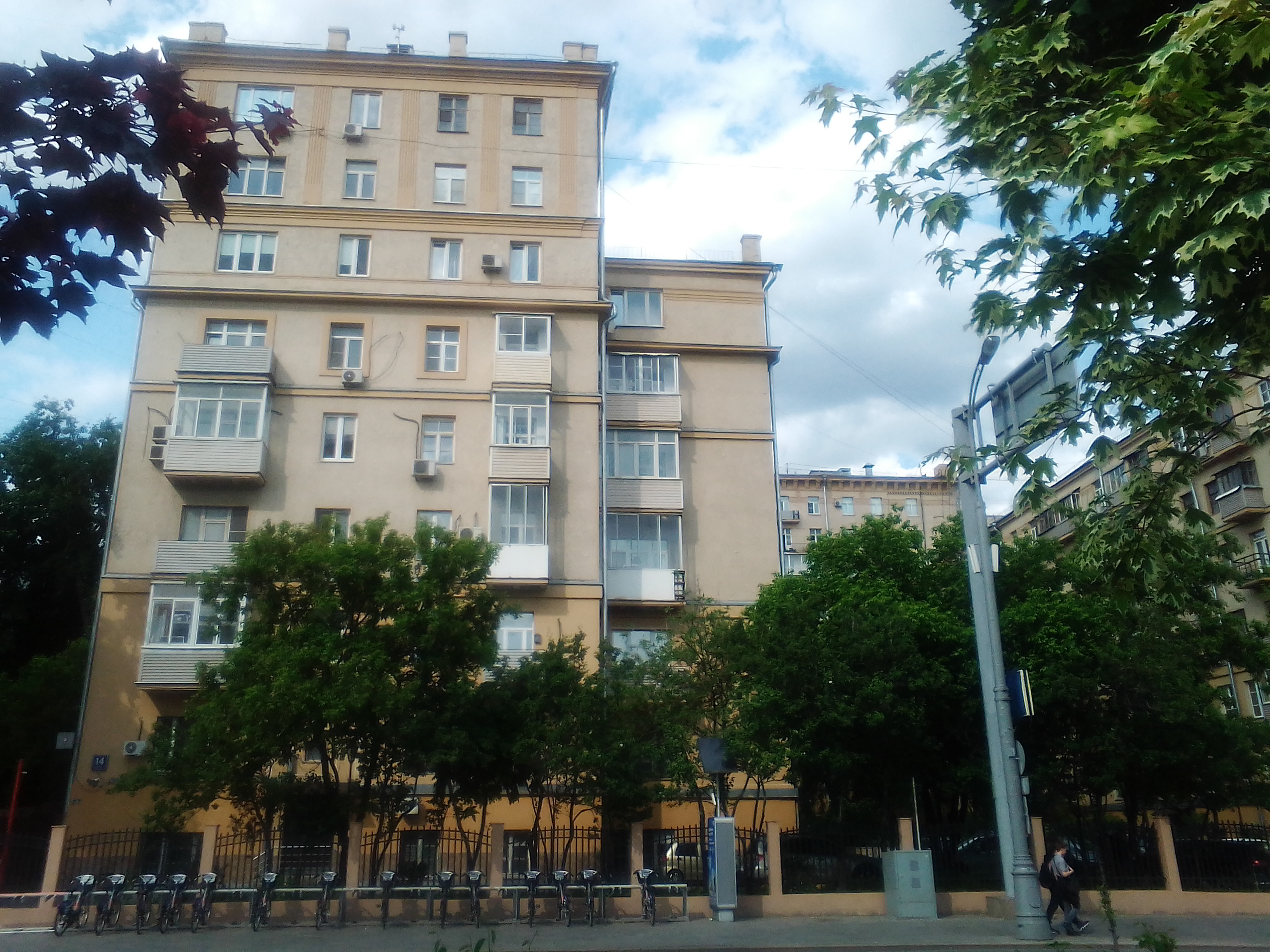
Ленинградский проспект, д. 14, корп. 1 — дом, в котором вырос Владимир Полетаев

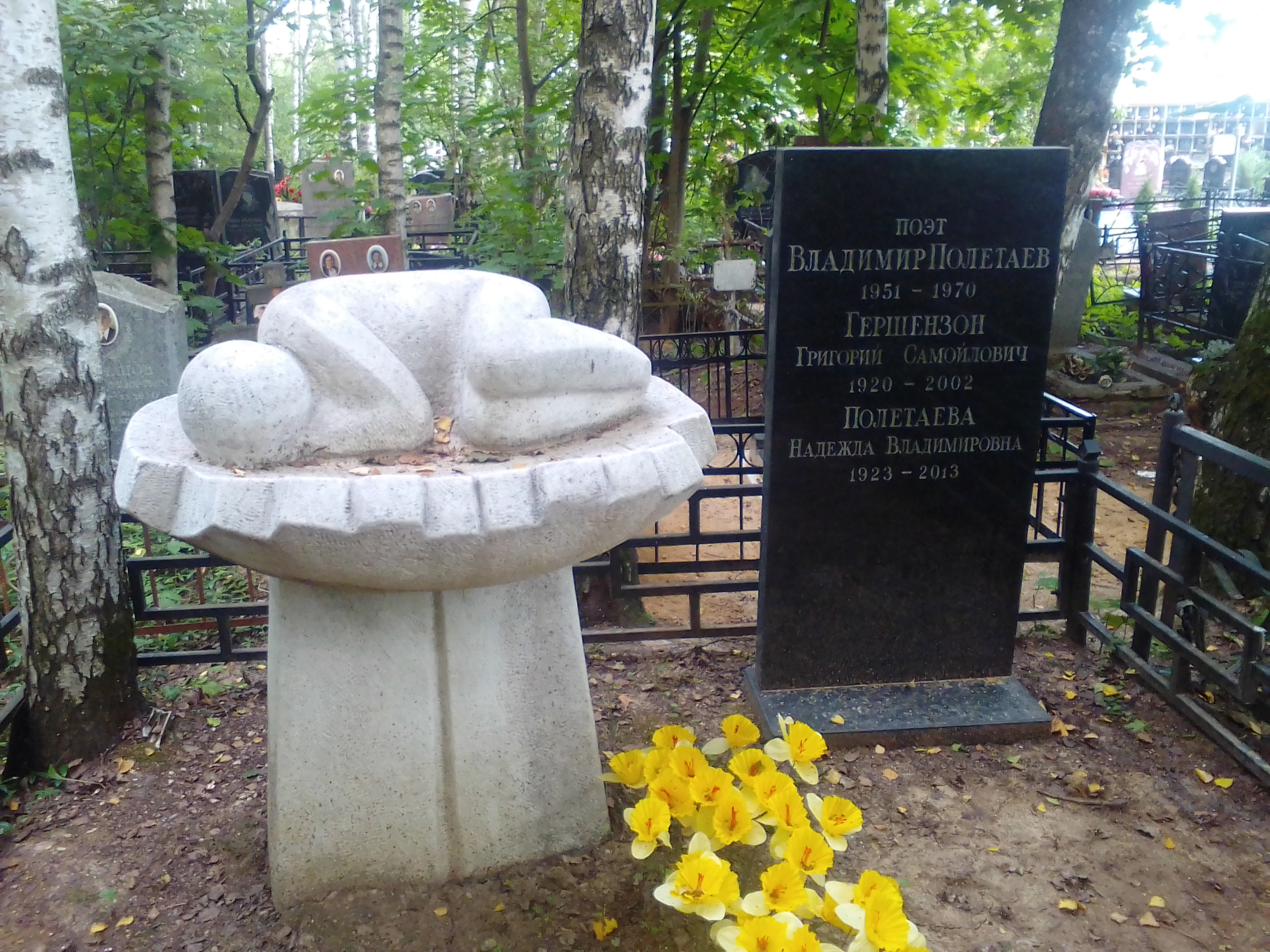
Могила Владимира Полетаева и его родителей на Востряковском кладбище

Покончил с собой, выбросившись из окна пятого этажа своего дома (№ 14, корп. 1) по Ленинградскому проспекту. Похоронен на Востряковском кладбище (участок № 119), под той же могильной плитой впоследствии погребены его отец и мать. На старом надгробии была цитата из полетаевского стихотворения: «…а жизнь моя была проста во власти чистого листа».

## Творчество
При жизни публиковался в «Московском комсомольце» (14 февраля 1969 года), а также в сборнике «Тропинка на Парнас». Переводил стихи с белорусского (Раиса Боровикова), грузинского (Николай Бараташвили, Иосиф Гришашвили, Галактион Табидзе и др.), немецкого (Райнер Мария Рильке) и украинского (Богдан-Игорь Антонич, Виталий Коротич, Василий Симоненко, Павел Тычина, Тарас Шевченко и др.) языков.
В 1983 году в тбилисском издательстве «Мерани» вышла книга «Небо возвращается к земле» (составитель Олег Чухонцев), в которой собрана значительная часть стихов и переводов Полетаева.
В 2019 году в книжной серии «Поэты литературных чтений «Они ушли. Они остались» издан сборник «Прозрачный циферблат» с предисловием Ольги Балла, включивший текстологически выверенное наследие Полетаева: его стихи, письма, переводы, статьи.